# Фумінорі Цучіко
Фумінорі Цучіко або Фумінорі Цутіко (яп. 土子文則, англ. Fuminori Tsuchiko; нар. 11 жовтня 1948, Токіо) — японський волонтер, який у 2022 році переїхав жити до України.
Став відомий тим, що допомагав годувати людей у Харкові під час російського вторгнення в Україну з 2022 року.

## Біографія
Народився в районі Неріма в Токіо, Японія. Закінчив університет, працював державним службовцем та службовцем приватної компанії. Тричі був одружений. Після смерті останньої дружини впав у відчай, терпів нестатки, був заарештований за крадіжку.
У вересні 2021 приїхав у довгу подорож до Європи. У січні 2022 року відвідав Україну як турист. Цікавився місцями, пов'язаними із Другою світовою війною: концтаборами в Польщі, Бабиним Яром у Києві.
В лютому-березні 2022 року Цучіко подорожував Європою й побачив у Варшаві багато біженців з України, тоді ж вирішив допомогти українцям. У квітні 2022 року приїхав до Києва, звернувся до територіальної оборони, працював волонтером у шпиталях та медичних закладах. Почувши про людей, що живуть у харківському метро, Фумінорі в червні 2022 року переїхав до Харкова. Близько пів року він жив у метро, на станції Героїв Праці, купував їжу та ліки оточуючим, розважав дітей. Згодом поїхав додому, в Японію, продав там будинок і повернувся до України.
Через брак коштів Фумінорі опублікував у соцмережах заклик про підтримку. Кількість його прихильників у Японії поступово зростала. Наприкінці 2022 року він винайняв квартиру на Салтівці й на отриману з Японії грошову допомогу продовжив роздавати припаси харків’янам. Також він неодноразово збирав кошти на благодійність у підземних переходах Харкова, через що одного разу у нього навіть виник конфлікт із місцевою поліцією.
На початку 2025 року Фумінорі заявив, що може втратити право на законне перебування в Україні, у відповідь мер Харкова Ігор Терехов заявив, що зв'язався з харківською міграційної службою з проханням про допомогу.
24 березня 2025 року Фумінорі отримав посвідку на тимчасове проживання в Україні на один рік. Він також відкрив особистий рахунок в українському банку і зазначив, що надалі є перспектива отримання посвідки на постійне місце проживання та громадянства України.

## FuMi Caffe

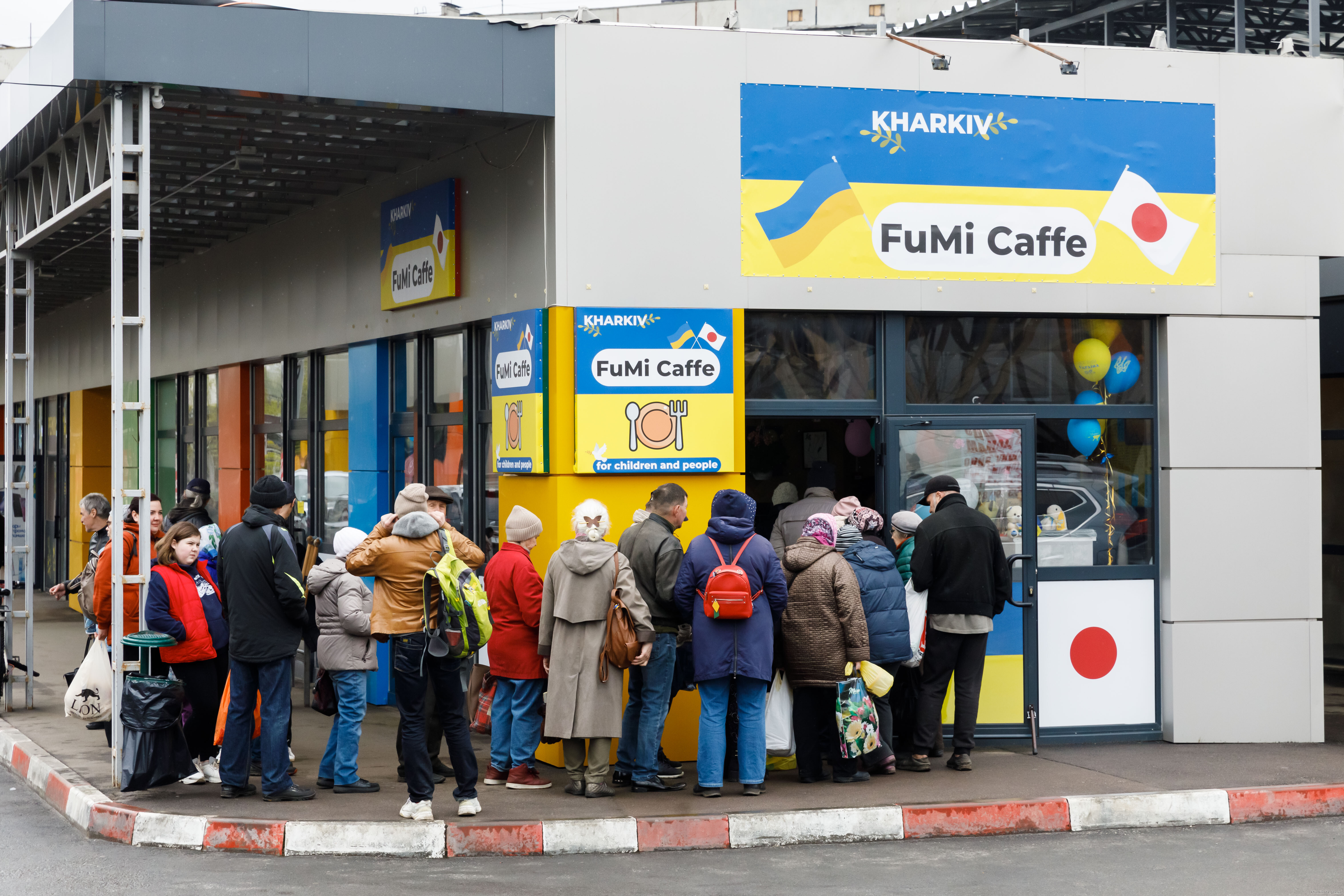
FuMi Caffe

У квітні 2023 року Фумінорі за допомогою краудфандингу зібрав 7 млн єн і відкрив у Харкові (Салтівка) безкоштовне FuMi Caffe для дітей та незаможних. Кафе пропонує супи, борщ, каші, макарони, м'ясо, а також перепічку: пиріжки, булочки, пампушки з часником і чай.
Підготовка до відкриття тривала півтора місяця. Фумінорі в організаційних питаннях допомагала харків'янка Наталія Миколаївна Грама, яка разом із ним переховувалася від обстрілів у метро. У 2024 році кафе мало 10 працівників.
Через фінансові проблеми кафе й втрату довіри одне до одного Фумінорі Цутіко й Наталія Грама припинили співпрацю в першій половині 2024 року. Фумінорі планував відкриття іншого благодійного закладу.
2 листопада 2024 року Фумінорі Цутіко повідомив у соціальних мережах про відкриття на Салтівці нового закладу під назвою «Fumi Caffe» для харківʼян, що потребують допомоги з харчуванням. З 3 листопада заклад працює для всіх мешканців Харкова, їжу можна отримати лише з собою.

## Нагороди
- Почесна грамота Харківської обласної військової адміністрації за волонтерську діяльність, 1 травня 2023[21]

- Відзнак «Національна легенда України», указ Президента України № 499/2023 від 23 серпня 2023[22].

- Почесна грамота Харківської міської ради «За виявлену солідарність та підтримку народу України, вагомий внесок у розвиток волонтерського руху, надання допомоги мешканцям міста Харкова під час воєнного стану»[3]